# Tragurio
Tragurio – polski herb szlachecki z nobilitacji.

## Opis herbu
Opis herbu z wykorzystaniem klasycznych zasad blazonowania:
Na tarczy dzielonej w słup, w polu prawym, błękitnym, połuorzeł srebrny, ukoronowany, z mieczem w łapie;
Pole prawe złote w pas, od czoła smok czarny, ziejący ogniem, od podstawy drzewo rozdarte, zielone, na którym ptak barwy nieznanej trzymający gałązkę z różą czerwoną.
Klejnot nieznany.

## Najwcześniejsze wzmianki
Nadany Mateuszowi Coss de Tragurio i Janowi Statilio 10 kwietnia 1525.

## Herbowni
Tragurio, Statilio.